# محمد الإغاثة
الشيخ محمد الإغاثة ولد الشيخ (1940 - 23 نوفمبر 2020) عالم مسلم موريتاني، كان عضو اللجنة العلمية لمراجعة مصحف المدينة النبوية في مجمع الملك فهد لطباعة المصحف الشريف بالمدينة المنورة، ويعد أحد أشهر العلماء الموريتانيين المتخصصين في القراءات، وكان أحد المقرئين المعتمدين لعدة عقود لتصحيح طبعات المصحف.

## وفاته
توفي يوم الاثنين 8 ربيع الآخر 1442هـ في المدينة المنورة عن عمر ناهز 80 عاما، وصلي عليه في المسجد النبوي، ودفن في البقيع.